# Vacherin Mont-d'Or

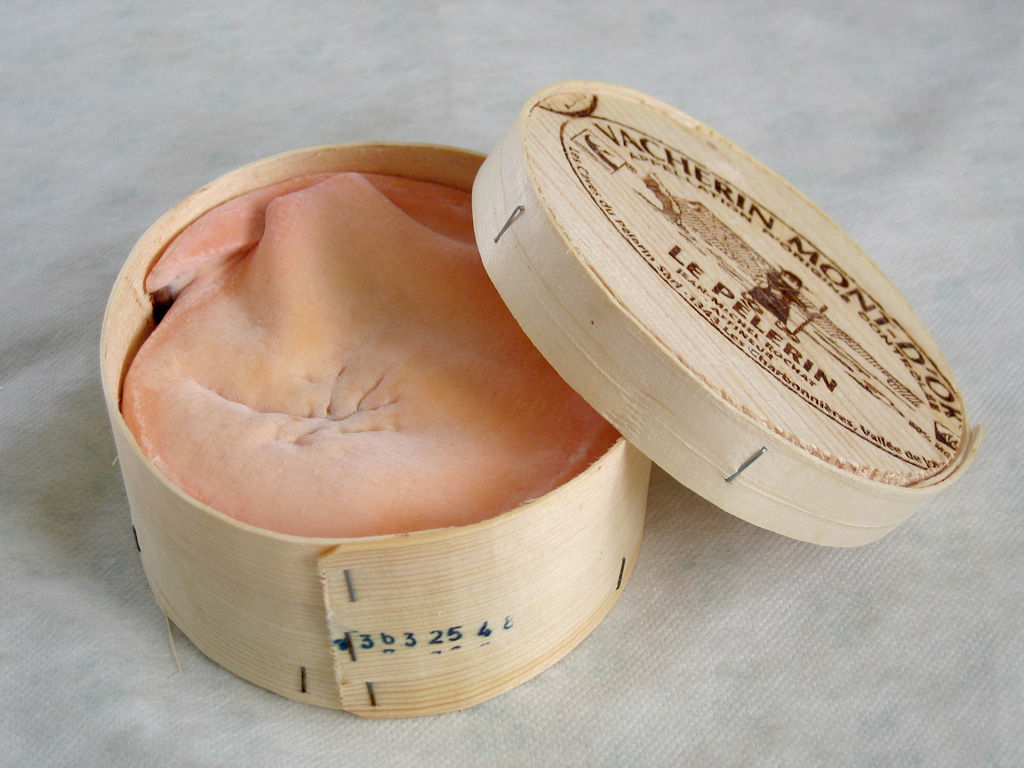
Vacherin Mont-d'Or i spånask.

Mont d'Or eller Vacherin du Haut-Doubs är en cylindrisk mjukost med mögelyta som tillverkas från augusti till mars i centrala Jurabergen i Frankrike.
Vacherin Mont-d'Or heter en liknande ost från schweiziska Jurabergen. Ostarna distribueras i spånask av gran.
Vacherin Mont-d'Or skall inte förväxlas med Vacherin fribourgeois, en halvhård ost från den schweiziska kantonen Fribourg. Den skall inte heller förväxlas med Vacherin d'Abondance och Vacherin des Bauges som görs i Savojen.

## Etymologi
Vacherin antas komma från latinets Vaccarinus, en medhjälpare till nötboskapsskötaren. Mont d'Or är en bergstopp i departementet Doubs, nära Jougne och schweiziska gränsen.

## Egenskaper
Den franska osten väger mellan 480 g och 3.2 kg. Diametern är mellan 11 och 33 cm och höjden 6 till 7 cm. Den schweiziska osten får vara något mindre. Aromen har inslag av gran och smaken är något salt.

## Tillverkning
Osten görs bara från augusti till mars. I Frankrike produceras osten endast i delar av departementet Doubs, i Schweiz i Jura Vaudois, alltså den del av Jurabergen som ligger i kantonen Vaud.
Fransk Mont d'Or görs av opastöriserad mjölk, den schweiziska osten av pastöriserad.
År 2009 gjorde 11 producenter i Frankrike 4500 ton Mont d'Or och Vacherin du Haut-Doubs. I Schweiz gör 15 ysterier årligen 600 ton Vacherin Mont-d'Or (2008).

## Historia
En inventering i det franska departementet Doubs från år 1801 omtalar mjukost i runda träaskar. I Schweiz 
har osten gjorts åtminstone sedan 1845 och 1865 började man producera i större skala i Les Charbonnières i Vallée de Joux, Vaud. Den gjordes framför allt under vinterhalvåret, när det inte fanns tillräckligt med mjölk för att göra hårdost.
Under 1980-talet fastställdes listeria i vissa ostar i Schweiz, vilket ledde till att schweizisk Vacherin Mont-d'Or numera enbart görs av pastöriserad mjölk.
Säsongen 1989/90 producerade Frankrike 500 ton ost, 1998/99 hade produktionen stigit till 3500 ton.

## Konsumtion
Osten äts som dessertost. Den kan även värmas i sin spånask och ätas som fondue, med lokala charkuteriprodukter eller kokt potatis.